# The Open Mind
The Open Mind é um programa de televisão estadunidense exibido pelo canal PBS. Foi criado por Richard Heffner e transmitido pela primeira vez em 1956.

## Convidados
Centenas de convidados apareceram no programa, incluindo muitos proeminentes líderes dos direitos civis (Martin Luther King, Gloria Steinem, Malcolm X, James Farmer), políticos (Daniel Patrick Moynihan, Richard Lugar, Dianne Feinstein), juristas (Thurgood Marshall, Stephen Breyer, Judith Kaye), educadores (Derek Bok, Michael S. Roth, John Palfrey), autores (Erich Fromm, Elie Wiesel, Norman Mailer), intelectuais (William F. Buckley, John Hope Franklin, Neil Postman), economistas (Milton Friedman, Alan Greenspan, Paul Krugman), médicos (Jonas Salk, Ruth Westheimer, Tom Frieden), e artistas (Eli Wallach, Steve Allen, Robert Redford). 